# Chökyi Gyaltsen (tai situ)
Chökyi Gyaltsen (1377-1448) was een Tibetaans tulku. Hij was de eerste tai situ, een van de invloedrijkste geestelijk leiders van de karma kagyütraditie in het Tibetaans boeddhisme en van de kagyütraditie in het algemeen.

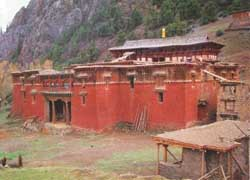
Karma Gompa klooster

Chökyi Gyaltsen werd geboren in het geslacht Karma Pakshi, woonachtig in de omgeving van Karma Gompa. Hij was een leerling van de 5e karmapa Deshin Shekpa die hem benoemde tot abt van het Karma Gompa-klooster, ruim 100 km ten noorden van Chamdo. Dit was het eerste klooster van de karma kagyü-traditie. Een groot deel van zijn leven bracht hij door als heremiet met het beoefenen van meditatie in grotten. Zijn reputatie ontwikkelde zich dermate goed dat de keizer van de Mingdynastie, Yongle, hem in 1407 de titel tai situ toekende.